# Haikyū!!
Haikyū!! (ハイキュー!!?) es una historia de manga escrita e ilustrada por Haruichi Furudate. Fue serializada en la revista Weekly Shōnen Jump de la editorial Shūeisha desde el 20 de febrero de 2012 y finalizada el 20 de julio de 2020. El manga inicialmente comenzó como un one-shot publicado en la revista semanal Jump NEXT!, también parte de Shūeisha. Hasta la fecha se han lanzado cuarenta y cinco volúmenes, ha sido licenciado en Estados Unidos por VIZ Media y en Argentina por la editorial Ivrea, que salió en mayo de 2021.
El 6 de abril de 2014, comenzó a transmitirse una adaptación a serie de anime producida por el estudio Production I.G, terminando en septiembre de ese mismo año. Su segunda temporada comenzó el 3 de octubre de 2015. Una tercera temporada comenzó a transmitirse el 8 de octubre de 2016. Su cuarta temporada dividida en dos partes, se estrenó el 9 de enero del año 2020 con sus primeros 13 episodios, mientras que su segunda mitad comenzó el día 2 de octubre de ese mismo año, con sus 12 episodios restantes para completar su emisión. Además, se han anunciado una obra de teatro y cuatro películas recopilatorias del anime.
La serie de películas de anime titulada Haikyu!! Final se ha anunciado como final de la serie.

## Argumento
La historia empieza cuando Shōyō Hinata, aún siendo un estudiante de primaria, ve un partido de voleibol por la televisión, en el cual ve jugar al conocido "Pequeño Gigante". Desde entonces, desea convertirse en alguien como él, debido a que ambos son bajos de estatura, y comienza a aficionarse por el deporte. Shōyō logra armar su propio club de voleibol en su escuela, pero resulta que es el único miembro. Aun así, no se rinde y entrena como puede por su cuenta. Finalmente, consigue que entren en el club otros cinco miembros, con los que participa en su primer torneo. Sin embargo, son fácilmente derrotados por el equipo favorito del campeonato, el poderoso Kitagawa Daiichi; al que perteneció Tobio Kageyama, un habilidoso joven apodado "El rey de la cancha".
Así, surge una fuerte rivalidad entre Shōyo y Tobio. Shōyō sigue entrenando para entrar en el club de voleibol del Instituto Karasuno, en el cual estudió el "Pequeño Gigante". Sin embargo, al graduarse y entrar a la preparatoria Karasuno, para gran sorpresa e irritación suya, se encuentra con que uno de los aspirantes al club de voleibol de primer año es el mismo Tobio Kageyama.
A medida que se fue incorporando al club, poco a poco más miembros se fueron sumando: Tsukishima; Yamaguchi; Azumane; Nishinoya y luego del Interescolar, llega Yachi. Ya con 12 jugadores, luchan para ser los mejores del todo el país, incluso luchando ante poderosos equipos como el Aoba Josai y Shiratorizawa.
Ahora mismo, el Karasuno se prepara para su mayor desafío: ¿Lograrán ser los mejores del país?

## Personajes

### Instituto Karasuno
Shōyō Hinata (日向 翔陽 Hinata Shōyō?)
Voz por: Ayumu Murase, Alberto Bernal (español latino)
Hinata es un estudiante de primer año y juega en la posición de central. Es bajo y sus habilidades en el voleibol no son muy buenas. Sin embargo, confía en su capacidad de salto y tiene una enorme agilidad y velocidad. Con la ayuda de Kageyama, se convierte en un jugador importante y pasa a ser titular en el equipo. Quiere llegar a ser tan fuerte como el Pequeño Gigante, el jugador al que admira.
Tobio Kageyama (影山 飛雄 Kageyama Tobio?)
Voz por: Kaito Ishikawa, Brandon Santini (español latino)
Kageyama es un estudiante de primer año. Juega en la posición de colocador. Fue apodado el "Rey de la Cancha" por sus compañeros debido a su actitud egocéntrica y su poca inclinación de jugar en equipo durante la secundaria, en Kitagawa Daiichi. Sin embargo, cuando entra a Karasuno su visión comienza a cambiar, comprendiendo la importancia de jugar en equipo y esforzándose por potenciar las habilidades de los jugadores gracias a sus colocaciones. Su objetivo es ser mejor colocador que Oikawa Tooru, de quien aprendió durante la secundaria.
Daichi Sawamura (澤村 大地 Sawamura Daichi?)
Voz por: Satoshi Hino, Sergio Morel (español latino)
Dachi es un estudiante de tercer año y es el capitán del equipo. Juega en la posición de atacante lateral, destacando también por sus habilidades defensivas. Es el que pone límites y modera los impulsos del resto del equipo, además, se supone que cuando está enojado da miedo.
Kōshi Sugawara (菅原 孝支 Sugawara Kōshi?)
Voz por: Miyu Irino, David Bueno (español latino)
Sugawara es un estudiante de tercer año y vice capitán del equipo. Al igual que Kageyama, juega como colocador, y solía ser titular hasta que este llega.
Asahi Azumane (東峰 旭 Azumane Asahi?)
Voz por: Yoshimasa Hosoya, Dave Ramos (español latino)
Asahi es un estudiante de tercer año. Juega como atacante lateral y es llamado el As/Estrella del equipo. Luego de perder contra Datekougyou en un partido se frustra y abandona temporalmente el equipo, pero vuelve a reincorporarse tras un partido de práctica con la Asociación de Vecinos de Karasuno. Parece tener más edad y es bastante sensible para su aspecto.
Ryūnosuke Tanaka (田中 龍之介 Tanaka Ryūnosuke?)
Voz por: Yū Hayashi, Miguel Ángel de León (español latino)
Tanaka es un estudiante de segundo año. Juega como atacante lateral. Es muy competitivo y seguro de sí mismo. Se exalta con facilidad y puede dejarse llevar por la emoción de un partido. Suele ser regañado por Daichi y  Sugawara varias veces. 
Yū Nishinoya (西谷 夕 Nishinoya Yū?)
Voz por: Nobuhiko Okamoto, Diego Becerril (español latino)
Nishinoya es un estudiante de segundo año. Juega en la posición de líbero. Es llamado el Guardián de Karasuno, por sus habilidades defensivas. Es el jugador más bajo del equipo. Es reconocido como un gran líbero por su mérito en su anterior escuela, Chidoriyama. Entró a Karasuno porque le gustaba el uniforme femenino y el "gakuran" del uniforme masculino. Se reintegró al equipo después del primer partido de práctica con Aoba Johsai pues le habían suspendido tras una discusión con Asahi frente a la oficina del vicedirector.
Chikara Ennoshita (縁下 力 Ennoshita Chikara?)
Voz por: Toshiki Masuda, Víctor Vázquez (español latino)
Ennoshita es un estudiante de segundo, y aunque no es titular en el equipo se le reconoce como el posible candidato a capitán una vez se gradúen los de tercero.
Kei Tsukishima (月島 蛍 Tsukishima Kei?)
Voz por: Kōki Uchiyama, Lalo Garza (español latino)
Tsukishima es un estudiante de primer año. Juega como central molestando a todo el equipo. No confía en las habilidades de Shōyō y se mete con Tobio recordándole su sobrenombre.
Tadashi Yamaguchi (山口 忠 Yamaguchi Tadashi?)
Voz por: Sōma Saitō, Alex Villamar (español latino)
Yamaguchi es un estudiante de primer año. Juega como bloqueador central. Él y Tsukishima son amigos muy íntimos, y se conocen desde la primaria. Gracias a Makoto Shimada (Shimada Mart) aprende a utilizar el saque flotante, convirtiéndose en su arma de ataque. Es el único de primer año que no es titular; pero aun así es uno de los personajes más realistas y, conforme el anime se va desarrollando, su personalidad se vuelve definida, dejando ver su personalidad perseverante, decidida y esforzada.

### Aoba-Johsai
Tōru Oikawa (及川 徹 Oikawa Tōru?)
Voz por: Daisuke Namikawa, Alan Fernando Velázquez (español latino)
Oikawa es un estudiante de tercer año y juega como colocador además de ser el capitán del equipo. Es reconocido como el mejor colocador de la prefectura. Fue observándole a él que Kageyama aprendió a ser colocador.
Issei Matsukawa (松川一静 Matsukawa Issei?)
Voz por: Isamu Yūsen
Matsukawa es un estudiante de tercer año y juega como bloqueador central.
Takahiro Hanamaki (花巻貴大 Hanamaki Takahiro?)
Voz por: Tōru Sakurai
Hanamaki es un estudiante de tercer año y juega como atacante lateral.
Hajime Iwaizumi (岩泉一 Iwaizumi Hajime?)
Voz por: Hiroyuki Yoshino
Iwaizumi es el vice capitán del equipo. Juega como atacante lateral y va en tercer año. Es llamado el as del equipo y es el mejor amigo de Oikawa desde que eran niños. Suele golpear mucho a Oikawa para bajarle los humos de la cabeza.
Shinji Watari (渡 親治 Watari Shinji?)
Voz por: Arthur Lounsbery
Watari es un estudiante de segundo año y juega como líbero.
Shigeru Yahaba (矢巾 秀 Yahaba Shigeru?)
Voz por: Kengo Kawanishi, Eduardo Curiel (español latino)
Yahaba es colocador y va a segundo año.
Yūtarō Kindaichi (金田一 勇太郎 Kindaichi Yūtarō?)
Voz por: Makoto Furukawa, Roberto Gutiérrez (español latino)
Kindaichi es un estudiante de primer año y un bloqueador central. Estaba en el anterior equipo de Kageyama durante la secundaria baja.
Akira Kunimi (国見 英 Kunimi Akira?)
Voz por: Atsushi Tamaru, Daniel Lacy (español latino)
Kunimi es un atacante lateral y va a primer año. Junto con Kindaichi, estaba en el mismo equipo que Kageyama durante la secundaria baja.
Kentarō Kyōtani (京谷 賢太郎 Kyōtani Kentarō)
Voz por: Shunsuke Takeuchi, ??? (español latino)
Kyōtani, apodado como "El perro loco" es un atacante lateral de segundo año, era conocido por su mala ética de equipo y no obedecía los órdenes de los de tercer año.

### Nekoma
Tetsurō Kurō (黒尾 鉄朗 Kurō Tetsurō?)
Voz por: Yūichi Nakamura
Kurō es un estudiante de tercer año, es el capitán y el bloqueador central del equipo. Es el mejor amigo de la infancia de Kenma.
Nobuyuki Kai (海 信行 Kai Nobuyuki?)
Kai es un estudiante de tercer año y vicecapitán del equipo. Juega como atacante lateral.
Morisuke Yaku (夜久 衛輔 Yaku Morisuke?)
Voz por: Shinnosuke Tachibana
Yaku es un estudiante de tercer año. Juega en la posición de líbero. Suele regañar bastante a Lev por motivos varios, y es muy atento. Nishinoya lo reconoce como un muy buen líbero luego de jugar partidos de práctica contra Nekoma.
Taketora Yamamoto (山本 猛虎 Yamamoto Taketora?)
Voz por: Seigo Yokota
Yamamoto es un estudiante de segundo año. Juega como atacante lateral. Es el as de Nekoma. Al igual que Tanaka, se emociona con bastante facilidad y se deja llevar por el partido sin dificultades.
Kenma Kozume (孤爪 研磨 Kozume Kenma?)
Voz por: Yūki Kaji, Javier Olguín (español latino)
Kenma es un estudiante de segundo año. Es el colocador del equipo, amigo de la infancia de Kurō. No es particularmente adepto al voleibol; prefiere los videojuegos. Tiene una gran capacidad de análisis y observación, y le llaman "el cerebro del equipo" al ser él quien articula y organiza las estrategias a seguir durante un partido.
Shōhei Fukunaga (福永 招平 Fukunaga Shōhei?)
Fukunaga es un estudiante de segundo año y el atacante lateral del equipo.
Sō Inuoka (犬岡 走 Inuoka Sō?)
Voz por: Kyōsuke Ikeda
Inuoka es un estudiante de primer año, que juega como bloqueador central.
Lev Haiba (灰羽 リエーフ Haiba Riēbu?)
Voz por: Mark Ishii
Haiba es un estudiante de primer año que juega como bloqueador central. Tiene ascendencia rusa, pero nació y se crio en Japón. Dice ser el as del equipo. Sus habilidades para el voleibol son muy malas, según el mismo Kenma detalla, pero lo compensa con su estatura y sus buenos reflejos.
Yūki Shibayama (芝山 優生 Shibayama Yūki?)
Shibayama es un estudiante de primer año y el líbero del equipo.

### Otros
Kiyoko Shimizu (清水 潔子 Shimizu Kiyoko?)
Voz por: Kaori Nazuka, Carla Cerda (español latino)
Shimizu es una estudiante de tercer año. Los del equipo la llaman la belleza de Karasuno, y es la mánager del equipo.
Yachi Hitoka (谷地 仁花 Hitoka Yachi?)
Voz por: Sumire Morohoshi, Alondra Hidalgo (español latino)
Yachi es una estudiante de primer año, e ingresa a Karasuno como aprendiz de mánager para asumir el cargo cuando Shimizu se gradúe. Es de gran ayuda al momento de reunir fondos para el viaje al Campamento de Entrenamiento en Tokio.
Yui Michimiya (道宮 結 Michimiya Yui?)
Voz por: Asami Seto, Erika Langarica (español latino)
Michimiya es una estudiante de tercer año y la capitana del equipo femenino de voleibol de Karasuno. Tiene amistad con Daichi.
Ittetsu Takeda (武田 一鉄 Takeda Ittetsu?)
Voz por: Hiroshi Kamiya, Miguel Ángel Leal (español latino)
Takeda es el profesor encargado del club de voleibol y, a pesar de no saber mucho de voleibol, ayuda al equipo organizando partidos de práctica contra otros equipos.
Keishin Ukai (烏養 繋心 Ukai Keishin?)
Voz por: Kazunari Tanaka (primera voz) - Hisao Egawa (segunda voz)
Ukai es el entrenador del equipo y ayuda a su madre en la tienda Sakanoshita. Al principio no estaba dispuesto a ser el entrenador, pero Takeda le convence al mencionar un partido de práctica con Nekoma.
Natsu Hinata (日向 夏 Hinata Natsu?)
Voz por: Haruka Yamazaki
Es la hermana pequeña de Shōyō.

## Contenido de la obra

### Manga
Escrito e ilustrado por Haruichi Furudate, el manga ha sido serializado en la revista Weekly Shōnen Jump de Shūeisha desde febrero de 2012. En diciembre de 2014, la obra vendió doce millones de copias. Durante el New York Comic Con, VIZ Media anunció que licenciaría el manga y su publicación comenzaría en 2016.

### Radio drama
Un radio drama del manga fue auspiciado en noviembre de 2012 en el programa Sakiyomi Jum-Bang! de TV Tokyo, con múltiples actores de voz para los personajes.

### Anime
El estudio Production I.G lanzó una serie de anime para televisión, que se estrenó el 6 de abril de 2014 a las 17:00 en MBS, TBS y otros canales nacionales, contando con un total de 25 episodios. En los primeros trece capítulos, el tema de apertura fue «Imagination» del grupo Spyair y el tema de cierre, «Tenchi Gaeshi» por NICO Touches the Walls. Desde el episodio quince, el opening es interpretado por Sukima Switch, titulado «Ah Yeah!!», mientras que el ending es «LEO» e interpretado por Tacica. Además, cuenta con una OVA proyectada en el Jump Special Anime Festa de 2014 a principios de noviembre, la cual sería más tarde puesta a la venta el 4 de marzo en una edición limitada del tomo 15 del manga.
La cuarta y quinta edición combinada de la revista Weekly Shōnen Jump de 2015, anunció una segunda temporada del anime que se estrenó el 4 de octubre de 2015, también de 25 episodios. Para esta temporada se sumaron dos canales de televisión Tokyo MX y BS11, tanto el personal como el elenco regresaron para repetir sus roles. Desde los episodios 1-13, el opening es «I'm a Believer» nuevamente de Spyair, mientras que el ending es «Climber» de la banda Galileo Galilei. Desde los episodios 14-25, el tema de apertura es «FLY HIGH» de Burnout Syndromes, mientras que el cierre es «Hatsunetsu (Fever)» (発 熱 - は つ つ つ) de Tacica.
Una tercera temporada de solo 10 episodios que llevó como título Haikyū!! Karasuno High School vs Shiratorizawa Academy (ハイキュー!! 烏野高校 VS 白鳥沢学園高校 Haikyū!! Kōkō VS Shiratorizawa Gakuen Kōkō?) fue anunciado en la decimosexta edición de 2016 de la revista Weekly Shonen Jump, con lanzamiento previsto para el 8 de octubre de 2016. El tema de apertura es «Hikari Are» de Burnout Syndromes, mientras que tema de cierre es «Mashi Mashi» de NICO Touches the Walls.
Durante la Jump Fest 2019, se anunció la continuación de la serie, con más detalles para el día 22 de septiembre de 2019, en el cual se celebrará los 5 años de emisión desde el primer capítulo. La cuarta temporada del anime titulada Haikyū To The TOP, se estrenó el 10 de enero de 2020 en el bloque Super Animeism. Más tarde, se anunció que esta temporada sería un split-cour y tendría un total de 25 episodios, con un regreso originalmente programado para emitirse en verano de 2020. La primera mitad se emitió semanalmente desde el 10 de enero de 2020 hasta el 3 de abril de 2020; la segunda mitad que estaba programada en julio de 2020 se retrasó debido a la pandemia del COVID-19, finalmente se estrenó el 2 de octubre de ese mismo año.
El 13 de enero de 2022, Crunchyroll anunció que la serie recibió un doblaje tanto en inglés como en español latino, que se estrenó el 1 de septiembre, la primera temporada, y la segunda temporada (10 de noviembre).

### Películas recopilatorias
Las películas de recopilación complementarias se han lanzado después de la transmisión del anime en televisión. Después de la primera temporada y antes de que la segunda temporada se emitiera en 2015, se lanzaron dos películas de recopilatorias. La primera de ellas, prevista para el 3 de julio, se titula Gekijouban Haikyū!! Owari to Hajimaru. La segunda se anunció para el 3 de noviembre, cuyo título es Gekijouban Haikyū!! Shosha to Haisha. Se anunciaron dos películas recopilatorias más en otoño de 2017 después de la tercera temporada que se emitió en 2016. Ambas películas fueron estrenadas en cines japoneses en septiembre: la primera película, Gekijouban Haikyū!! Sainō to Sense el día 15 y la segunda película, Gekijouban Haikyū!! Concept no Tatakai, el 29 del mismo mes.

### Películas de anime
El 13 de agosto de 2022, se anunciaron las películas finales de anime, que sirven como final de la serie. La primera película, Gekijōban Haikyu!! Gomi Suteba no Kessen (Haikyu!! the Movie: Decisive Battle at the Garbage Dump), se estrenó el 16 de febrero de 2024.

### Videojuegos
Shōyō Hinata apareció como personaje de apoyo en el juego de pelea J-Stars Victory VS de Shonen Jump para las consolas PlayStation 3, PlayStation 4 y PlayStation Vita.
Un videojuego basado en el manga y anime, Haikyū!! Tsunage! Itadaki no Keshiki!!, fue lanzado el 25 de septiembre de 2014, exclusivamente para la consola Nintendo 3DS en Japón. Un segundo videojuego de la franquicia desarrollado por Bandai Namco Entertainment fue publicado el 3 de marzo de 2016 para territorio japonés, bajo el nombre de Haikyū!! Cross Team Match! también disponible para la consola Nintendo 3DS.

## Recepción
Haikyū!! ha sido recibido en su mayoría con críticas y resultados positivos. Para mayo de 2013, se vendieron más de dos millones de copias. El primer tomo logró estar en el puesto número 22 del Tohan Charts entre el 4 y 10 de junio de 2012. El segundo tomo estuvo en la posición 18 entre el 6 y 12 de agosto, mientras que el tercero también se posicionó en el puesto 18 entre el 8 y 14 de octubre. Además, el manga ha sido posicionado en el puesto número cuatro de un total de quince en la lista de manga recomendados de Zenkoku Shoten'in ga Eranda Osusume Comic 2013 de Honya Club.
El manga forma parte de la lista de las Mejores novelas gráficas para jóvenes en su edición de 2017 de la Asociación de Jóvenes Adultos Biblioteca Servicios (YALSA), perteneciente a la American Library Association.
En 2016, el manga ganó en la categoría shōnen en la edición 61.º del Premio Shogakukan.
Fue la quinta franquicia más prolífica durante el período comprendido entre el 20 de diciembre de 2015 y el 11 de diciembre de 2016 en Japón, recaudando un total de ¥4,508,140,510 por la venta de mangas, videos caseros (DVD, Blu-rays del anime) y CDs de música, relacionados con la serie.
En noviembre de 2019, el anime se incluyó en un ranking del sitio web Polygon, siendo valorado como uno de los mejores animes de la década. Crunchyroll la listó entre sus mejores títulos de la década del 2010. IGN también consideró a Haikyu!! en su lista, dentro de los mejores animes de la década del 2010.